# Trisha Shetty
 (février 2022).
La mise en forme du texte ne suit pas les recommandations de Wikipédia : il faut le « wikifier ».
Les points d'amélioration suivants sont les cas les plus fréquents. Le détail des points à revoir est peut-être précisé sur la page de discussion.
- Les titres sont pré-formatés par le logiciel. Ils ne sont ni en capitales, ni en gras.
- Le texte ne doit pas être écrit en capitales (les noms de famille non plus), ni en gras, ni en italique, ni en « petit »…
- Le gras n'est utilisé que pour surligner le titre de l'article dans l'introduction, une seule fois.
- L'italique est rarement utilisé : mots en langue étrangère, titres d'œuvres, noms de bateaux, etc.
- Les citations ne sont pas en italique mais en corps de texte normal. Elles sont entourées par des guillemets français : « et ».
- Les listes à puces sont à éviter, des paragraphes rédigés étant largement préférés. Les tableaux sont à réserver à la présentation de données structurées (résultats, etc.).
- Les appels de note de bas de page (petits chiffres en exposant, introduits par l'outil «  Source ») sont à placer entre la fin de phrase et le point final[comme ça].
- Les liens internes (vers d'autres articles de Wikipédia) sont à choisir avec parcimonie. Créez des liens vers des articles approfondissant le sujet. Les termes génériques sans rapport avec le sujet sont à éviter, ainsi que les répétitions de liens vers un même terme.
- Les liens externes sont à placer uniquement dans une section « Liens externes », à la fin de l'article. Ces liens sont à choisir avec parcimonie suivant les règles définies. Si un lien sert de source à l'article, son insertion dans le texte est à faire par les notes de bas de page.
- La présentation des références doit suivre les conventions bibliographiques. Il est recommandé d'utiliser les modèles {{Ouvrage}}, {{Chapitre}}, {{Article}}, {{Lien web}} et/ou {{Bibliographie}}. Le mode d'édition visuel peut mettre en forme automatiquement les références.
- Insérer une infobox (cadre d'informations à droite) n'est pas obligatoire pour parachever la mise en page.

Pour une aide détaillée, merci de consulter Aide:Wikification.
Si vous pensez que ces points ont été résolus, vous pouvez retirer ce bandeau et améliorer la mise en forme d'un autre article.
Trisha Shetty, née le 16 septembre 1990 à Mumbai, Maharashtra en Inde, est une militante indienne pour l'égalité entre les genres et fondatrice de SheSays. Elle est connue pour sa défense des droits humains, en particulier pour la promotion de politiques publiques et de loi liées au genre.
Son travail est reconnu par les Nations Unies et salué par des personnalités telles que Barack Obama, Élisabeth II, Emmanuel Macron. Elle fait également partie des huit membres du Global Leadership Advisory Council du Museum for the United Nations - UN Live.

## Biographie
Trisha Shetty (née le 16 septembre 1990) est une militante indienne pour l'égalité entre les genres et fondatrice de SheSays. Elle est connue pour sa défense des droits humains, en particulier pour la promotion de politiques publiques et de loi liées au genre, à l'éducation, à la représentation des jeunes et des genres et la prévention des violences sexuelles en Inde. Son travail et son plaidoyer ont été reconnus par les Nations Unies,, le président Obama, Sa Majesté la reine Elizabeth II et le président Emmanuel Macron. Elle est actuellement présidente du comité d'orientation du Forum de Paris sur la paix, un sommet international lancé en 2018, sous la houlette d'Emmanuel Macron afin de promouvoir une bonne gouvernance mondiale. Elle fait également partie des huit membres du Global Leadership Advisory Council du Museum for the United Nations - UN Live, aux côtés de Ban Ki-moon ; ancien secrétaire général de l'ONU et Darren Walker ; Président, Fondation Ford. Trisha Shetty a été nommée l'une des « 7 guerrières les plus puissantes » de l'Inde par India Today et a été l'une des lauréates du prix Vogue India Woman of the Year,. Elle a également été intronisée comme l'une des douze boursières de la Fondation Obama à l'université Columbia dans sa cohorte inaugurale, aux côtés d'autres personnalités comme Alice Barbe ou Omezzine Khelifa. Trisha a publiquement partagé son histoire personnelle en tant que victime d'abus sexuels lorsqu'elle était enfant en 2019, dans une conférence TED intitulée « Embrassez vos cicatrices, soyez votre propre héros » dans le cadre d'une édition spéciale de la conférence TED diffusée à la télévision, animée par et en collaboration avec l'acteur Shah Rukh Khan.
Trisha Shetty est née à Mumbai, Maharashtra en Inde. Elle a obtenu son baccalauréat en sciences politiques et en psychologie au Jai Hind College de l'université de Mumbai. Elle a ensuite obtenu son diplôme d'avocate à l'Université de Mumbai. En 2018, elle a été sélectionnée comme boursière de la Fondation Obama pour suivre un programme de formation spécialisée, d'éducation et de mentorat d'un an à l'université Columbia de New York. La cohorte inaugurale d'Obama Scholars est composée de douze leaders accomplis, qui participent à un programme immersif qui rassemble l'apprentissage académique, basé sur les compétences et expérientiel, conçu par l'Université de Columbia en consultation avec la Fondation Obama[réf. nécessaire].
Trisha Shetty a fondé SheSays en août 2015. SheSays est un mouvement dirigé par des jeunes pour faire progresser l'égalité des sexes grâce à une approche multidimensionnelle. Trisha a partagé son histoire personnelle en tant que victime de violences sexuelles et son parcours pour lancer SheSays pour la première fois en novembre 2019 à travers sa conférence TED, « Embrassez vos cicatrices, soyez votre propre héros ». Son discours a été diffusé à la télévision sur Star Plus et Star World en anglais et en hindi. Elle a parlé dans le cadre d'une série spéciale développée par TED en collaboration avec l'acteur, Shah Rukh Khan et Star TV Network. La conférence a été traduite dans plusieurs langues indiennes régionales et a été diffusée numériquement via TED, HotStar et NatGeo.
En 2016, le secrétaire général des Nations unies Ban Ki-moon et l'envoyé du Secrétaire général pour la jeunesse ont annoncé Shetty comme l'un des 17 jeunes leaders sélectionnés pour la classe inaugurale des jeunes leaders des Nations unies pour les objectifs de développement durable. Shetty a été sélectionnée pour son leadership et sa contribution à mettre fin à l'inégalité et à l'injustice entre les sexes d'ici 2030.
En 2017, Trisha Shetty a été nommée sur la liste Forbes 30 Under 30 dans les catégories Pioneer Women et Social Entrepreneur. Elle a également prononcé le discours d'ouverture du Forum des jeunes de l'ECOSOC des Nations unies en 2017.
En mars 2018, Shetty a été sélectionnée parmi les treize Indiens à rejoindre le premier club des jeunes leaders Inde-France lancé par le président français Emmanuel Macron, lors de sa visite d'État en Inde. Le Club Young Leaders Inde-France a pour objectif de constituer un réseau consultatif influent pour promouvoir l'action bilatérale franco-indienne.
En juin 2018, Trisha Shetty a été intronisée dans la dernière cohorte des jeunes leaders de la reine par Sa Majesté la reine Elizabeth au palais de Buckingham. En tant que jeune leader de la reine, Shetty a reçu une formation et un mentorat spécialisés et a été invitée à une réception organisée par la première ministre Theresa May au 10 Downing Street.
Shetty a également co-contribué au best-seller du Sunday Times, Feminists Don't Wear Pink (2018), une collection de nouvelles d'activistes et de femmes dirigeantes pour collecter des fonds pour l'initiative des Nations unies Girl Up. Lors de la Journée internationale des filles, Shetty a aidé Michelle Obama à lancer l'Alliance mondiale des filles sous la Fondation Obama. Trisha Shetty était aux côtés d'autres célébrités, dont Zendaya, Karlie Kloss et Jennifer Hudson sur Aujourd'hui et a exhorté les téléspectateurs à prendre position pour les filles marginalisées[réf. nécessaire].
En 2018, Shetty est devenue vice-présidente du comité directeur du Forum de Paris sur la paix et l'année suivante, elle a été nommée présidente du comité directeur travaillant avec le président Macron pour organiser un événement annuel visant à soutenir la coopération internationale et la gouvernance mondiale pour assurer une paix durable.
En réponse au COVID-19, Trisha Shetty a rejoint la Commission Lancet-Chatham House en tant que commissaire à la santé pour l'amélioration de la santé de la population après COVID. La Commission a été créée dans le but de contribuer aux efforts internationaux visant à améliorer et à protéger équitablement la santé des populations après le COVID-19 en identifiant des actions clés pour les acteurs internationaux, nationaux et locaux qui agissent ensemble afin de :
- prévenir les pandémies
- réduire les maladies non transmissibles
- protéger les milieux naturels

La Commission - financée par Wellcome - durera 18 mois, d'octobre 2020 à avril 2022, aboutissant à un rapport de la Commission Lancet qui sera soumis pour publication d'ici avril 2022.
En 2021, Shetty a également rejoint le Conseil consultatif mondial de UNLEASH aux côtés de M. Nandan Nilekani, cofondateur d'Infosys et de Mme Nena Stoilkovic, sous-secrétaire générale de la Fédération internationale des sociétés de la Croix-Rouge et du Croissant-Rouge. UNLEASH est une organisation à but non lucratif fondée en 2016 dans le but de développer des solutions aux ODD et de renforcer les capacités des jeunes du monde entier.
Trisha Shetty a également fait partie des personnalités présentant sur scène le Global Citizen Festival de Paris en septembre 2021, aux côtés de Justin Vaisse, appelant la communauté internationale à davantage de mobilisation en faveur du climat.